# Tú alfagra land mítt
"Tú alfagra land mítt" (Du fagraste land mitt) är det självstyrande danska området Färöarnas nationalsång.
Texten skrevs året 1906 av folkhögskoleläraren Símun av Skarði (1872-1942) och hade namnet Mítt alfagra land. Melodin komponerades 1907 av Petur Alberg (1885-1940).
Texten blev översatt till svenska av vissångerskan, författaren och översättaren Birgitta Hylin (1915-1998) i samband med besök på Färöarna i mitten på sjuttiotalet.

## Texten påfäröiska
"Tú alfagra land mítt"
Tú alfagra land mítt,
mín dýrasta ogn!
á vetri so randhvítt,
á sumri við logn,
tú tekur meg at tær
so tætt í tín favn.
Tit oyggjar so mætar,
Gud signi tað navn,
sum menn tykkum góvu,
tá teir tykkum sóu.
Ja, Gud signi Føroyar, mítt land!
Hin roðin, sum skínur
á sumri í líð,
hin ódnin, sum týnir
mangt lív vetrartíð,
og myrkrið, sum fjalir
mær bjartasta mál,
og ljósið, sum spælir
mær sigur í sál:
alt streingir, ið tóna,
sum vága og vóna,
at eg verji Føroyar, mítt land.
Eg nígi tí niður
í bøn til tín, Gud:
Hin heilagi friður
mær falli í lut!
Lat sál mína tváa
sær í tíni dýrd!
So torir hon vága
- av Gudi væl skírd -
at bera tað merkið,
sum eyðkennir verkið,
ið varðveitir Føroyar, mítt land!

## Texten pådanska
Min Skønneste Land

O, Færø så fager, min dyreste skat!
Når vinterstorm brager, i lun sommernat
du drager derude mig hjem i din favn.
I øer så prude, Gud signe det navn,
som fædrene gav jer, da de fandt bag hav jer.
Ja, Gud signe Færø, mit land.

Hin solglans, som svæver om sommergrøn lid,
og stormen, som kræver mangt liv vintertid,
og mørket, som dølger mig fjeldryg og tind,
og lyset, som bølger og hvisker i sind:
Alt strenge, som klinger og lønligt mig tvinger
at værge dig, Færø, mit land.

Mit knæ vil jeg bøje i bøn til dig, Gud:
Din fred, o du høje, lad bringe mig bud!
Min sjæl vil sig sænke i dit nådebad,
så tør den vel tænke – frimodig og glad –.
at frembære mærket, som vidner om værket,
der tjerner dig, Færø, mit land!

## Texten påsvenska[1]
Mitt Skönaste Land

Mitt land, åh så fagert, min dyraste skatt,
på vintern täckt i vitt, på sommaren lugn,
Du drager mig till dig så tätt i din famn;
fantastiska öar, Gud signe ditt namn.
Det namn fäder gav dig när de dig upptäckte,
Gud signe dig, Färöarna mitt land.

Solskenet, som gör allt vackert på sommaren;
och stormen, som i vintertid kräver liv;
och mörkret, som döljer mig, berg och toppar,
och ljuset, som böljer, viskar i sinne:
Alla strängar, som ringer och tvingar mig
att vakta dig, Färöarna, mitt land.

Mitt knä vill jag böja i bön till dig, Gud:
Din fred, åh du höge, ge mig svar till bön,
Min själ vill jag sjunka i ditt nådebad,
så vågar den tänka - både djärv och glad -.
att fram bära märket, som vittnar om verket,
De tjänar dig, Färöarna mitt land!